# 藤原是雄
藤原 是雄（ふじわら の これお）は、平安時代初期の貴族。藤原北家、参議・藤原真夏の子。官位は従五位上・春宮亮。

## 経歴
嵯峨朝の弘仁9年（818年）従六位上から三階昇進して従五位下に叙爵する。その後、春宮亮を務め、位階は従五位上に至った。淳和朝の天長8年（831年）4月5日卒去。

## 官歴
『六国史』による。
- 時期不詳：従六位上
- 弘仁9年（818年） 3月12日：従五位下
- 時期不詳：従五位上[1]。春宮亮[2]
- 天長8年（831年） 4月5日：卒去[2]

## 系譜
『尊卑分脈』による。
- 父：藤原真夏
- 母：不詳
- 妻：百済王永哲の娘
  - 男子：藤原利貞
- 生母不明の子女
  - 女子：恒貞親王妃
  - 女子：藤原列子または則子[3] - 文徳天皇宮人